# Daniel Patrick Moynihan

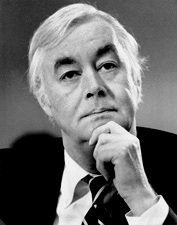
Daniel Patrick Moynihan

Daniel Patrick Moynihan (* 16. März 1927 in Tulsa, Oklahoma; † 26. März 2003 in New York City), auch Pat oder Dan genannt, war Soziologe, US-Senator für den Staat New York und Botschafter. Er gehörte der Demokratischen Partei an. Moynihan wurde 1976 zum ersten Mal in den US-Senat gewählt und 1982, 1988 und 1994 wiedergewählt. Vor seiner Zeit im Senat war er Mitarbeiter von John F. Kennedy, Lyndon B. Johnson, Richard Nixon und Gerald Ford. Er galt als der "erste neokonservative Intellektuelle, der in ein öffentliches Amt gewählt wurde".

## Leben
Geboren als Sohn einer armen irischstämmigen Arbeiterfamilie, wuchs er mit zwei Geschwistern (einem Bruder und einer Schwester) in einem Ghettoviertel auf. Sein Vater, von Beruf Dockarbeiter, war ein Alkoholiker und Herumtreiber; als Daniel Patrick sechs Jahre alt war, verließ er die Familie. Die Mutter war zunächst Hilfsarbeiterin. Später brachte sie es zur Saloonbesitzerin, trotzdem lebte die Familie in Armut. Als Kinder putzten Daniel Patrick und sein Bruder Schuhe, um Geld für die Familie zu verdienen. Als Jugendlicher arbeitete er als Hafenarbeiter.
Moynihan war ein guter Schüler und gewann Stipendien für mehrere katholische Privatschulen. Allerdings blieb er auf keiner lange. Sein High-School-Diploma erwarb er schließlich an der Harlem High-School. Er studierte ein Jahr lang am City College of New York, das damals keine Studiengebühren nahm. Dann brach er sein Studium ab und ging zur Armee, wo er von 1944 bis 1947 diente. Danach studierte er an der Tufts University und als Fulbright-Stipendiat an der London School of Economics.
Moynihan war mit Elizabeth Moynihan verheiratet. Sie hatten drei Kinder, Timothy Patrick, Maura und John Moynihan. Er erlebte zwei Enkel, Michael Patrick Avedon und Zora Olea Moynihan. Moynihans Hobby war Lacrosse.

## Wirken
Moynihan wirkte als akademischer Lehrer der Soziologie am Massachusetts Institute of Technology (MIT), in Harvard, an der Wesleyan University und an der Syracuse University. Er veröffentlichte 19 Bücher. Das bekannteste, Beyond the Melting Pot (1963), verfasste er gemeinsam mit Nathan Glazer und handelt vom Einfluss der Ethnizität in den USA. Es wurde 1964 mit dem Anisfield-Wolf Book Award ausgezeichnet.
Moynihan hatte mit nachhaltigem Eindruck die Studien Five Families und La Vida von Oscar Lewis und Slavery von Stanley Elkins studiert. Er untersuchte als junger Soziologe die Familienstruktur in armen (schwarzen) Familien und veröffentlichte daraufhin den Moynihan Report. In diesem Report beklagt er vor allem die Tatsache, dass damals ein Viertel aller schwarzen Kinder unehelich zur Welt kam und ein Fünftel aller schwarzen Familien eine Frau als Familienvorstand hatten. Dieser „Zusammenbruch der Familie“ habe zu Sozialhilfeabhängigkeit geführt. Moynihan war für ein Bürgergeld für Familien, jedoch gegen Hilfen für alleinerziehende Mütter. Er warnte vor dem „man out of the house rule“ des AFDC-Programmes. Nach dieser Regel erhielt eine Mutter nur dann Unterstützung für ihre Kinder, wenn kein arbeitsfähiger Mann im Haus war.
Von 1973 bis 1975 war Moynihan Botschafter der USA in Indien; von 1975 bis 1976 US-Botschafter bei den Vereinten Nationen.
Moynihan war Assistant Secretary of Labor für die Kennedy- und die Johnson-Regierung. Er arbeitete am War-on-Poverty-Programm mit.

## Positionen
In seiner Zeit als UN-Botschafter der USA ging er vor allem gegen Vertreter der Neue Weltwirtschaftsordnung vor.
Im Rahmen des sogenannten dritten Standbeins der NATO war 1969 auf Initiative Richard Nixons auch ein Ausschuss zur Verbesserung der Umweltbedingungen eingesetzt worden; Moynihan nannte dort als Beauftragter Nixons insbesondere Sauren Regen und den Treibhauseffekt als Themen für das Gremium. Die deutsche Bundesregierung verhielt sich dazu eher skeptisch, Umweltthemen wurden bei der Konferenz der Vereinten Nationen über die Umwelt des Menschen 1972 in Stockholm bis hin zur Gründung des IPCC zunehmend weiter behandelt.
Moynihan war als Katholik einer der wenigen Demokraten, die sich gegen Abtreibung einsetzen. Abtreibungen im fortgeschrittenen Stadium der Schwangerschaft mit dem so genannten partial-birth-Verfahren verglich er mit einer Kindstötung. William Ryan warf in seinem Buch „Blaming the victim“ Moynihan vor, die Schuld beim Opfer zu sehen (Täter-Opfer-Umkehr). Schwarze seien das Opfer von Rassismus und Klassismus, würden aber von Moynihan wie Täter behandelt. Moynihans Vorstellungen von Familie wurden von Ryan als veraltet betrachtet.

## Ehrungen
1966 wurde Moynihan in die American Academy of Arts and Sciences und 1968 in die American Philosophical Society gewählt. 1999 erhielt er einen Heinz Award. Am 9. August 2000 überreichte US-Präsident Bill Clinton Moynihan die Freiheitsmedaille („The Presidential Medal of Freedom“), die höchste zivile Auszeichnung in den USA.
Nach Moynihan wurde das 2021 eröffnete Empfangsgebäude der New York Pennsylvania Station als Moynihan Train Hall benannt.

## Zitate
- „The Department of State desired that the United Nations prove utterly ineffective in whatever measures it undertook. This task was given to me, and I carried it forward with no inconsiderable success.“

(„Das Department of State wünschte sich, dass sich die Vereinten Nationen als vollkommen uneffektiv herausstellen sollten, egal welche Maßnahmen notwendig gewesen wären. Diese Aufgabe wurde mir übertragen und ich erfüllte sie mit keinem unbeträchtlichem Erfolg.“)
(Bezugnehmend auf mögliche Interventionen in Ost-Timor; als UN-Botschafter)
- „A community that allows a large number of young men to grow up in broken families […] never acquiring any stable relationship to male authority […] that community asks for and gets chaos… And it is richly deserved.“

(„Eine Gesellschaft, die zulässt, dass eine große Menge junger Männer in zerbrochenen Familien aufwächst […] und niemals eine stabile Beziehung zu männlicher Autorität gewinnt […] diese Gesellschaft fragt nach Chaos und kriegt Chaos… Und das ist wirklich verdient.“)
- (Als Antwort auf die Frage: „Why should I work if I am going to just end up emptying slop jars?“) „That's a complaint you hear mostly from people who don't empty slop jars. This country has a lot of people who do exactly that for a living. And they do it well. It's not pleasant work, but it's a living. And it has to be done. Somebody has to go around and empty all those bed pans. And it's perfectly honorable work. There's nothing the matter with doing it. Indeed, there is a lot that is right about doing it, as any hospital patient will tell you.“
- (Als Antwort auf die Frage: „Warum soll ich damit enden Bettschüsseln auszuleeren?“) „Das ist eine Beschwerde die man oft von Leuten hört die selbst keine Bettschüsseln ausleeren. In diesem Land gibt es viele Menschen die genau von dieser Arbeit leben. Und sie machen es gut. Es ist keine angenehme Arbeit, aber es ist ein Lebensunterhalt. Und es muss gemacht werden. Jemand muss herum gehen und all diese Bettpfannen ausleeren. Und es ist eine wahrlich ehrenvolle Arbeit. Es ist überhaupt kein Problem das zu machen. In der Tat spricht vieles dafür, wie dir ein jeder Krankenhaus-Patient versichern wird.“[9]

## Schriften
- mit Nathan Glazer: Beyond the melting pot. The Negroes, Puerto Ricans, Jews, Italians, and Irish of New York City. MIT Press, Cambridge, Mass. 1963.
- (Hrsg.): On understanding poverty. Perspectives from the social sciences. Basic Books, New York u. a. 1969 (Aufsatzsammlung über Armut).
- Maximum feasible misunderstanding. Community action in the war on poverty. Free Press, New York 1969.
- The politics of a guaranteed income. Random House, New York 1973.
- The future of the family. Russell Sage Foundation, 2003.